# Comité national paralympique tunisien
Le Comité national paralympique tunisien (CNPT) est le comité national paralympique tunisien. 

## Présentation
Il est fondé en 1988, alors que la Tunisie est représentée par un seul athlète paralympique, Monaam Elabed. La principale mission du CNPT est d'organiser la sélection tunisienne pour les Jeux paralympiques qui sont organisés par le Comité international paralympique.
Le CNPT est membre du Comité paralympique africain.
En 2023, son président est Mohamed Mzoughi.